# Krizolog Cimerman
Pater Krizolog Cimerman (rojen kot Martin Cimerman, znan tudi samo kot Pater Krizolog), slovensko-ameriški duhovnik.
Deluje kot duhovnik v cerkvi Sv. Cirila v East Village na Manhattnu v New Yorku in je prejemnik državnega odlikovanja za zasluge pri ohranjanju slovenstva in povezovanje Slovencev v ZDA.
"Zaradi njega je slovenska Cerkev sv. Cirila duhovno, kulturno in družabno središče Slovencev, ki v tem mestu živijo, in tistih, ki prihajajo na obisk", je leta 2009 objavil Dnevnik.

## Duhovništvo
Martin Cimerman prihaja iz Stožic in je leta 1962 šel v samostan. Prvo mašo je imel na Ježici leta 1973.
Bil je duhovnik na Viču v Ljubljani in kaplan v mestu Joliet v državi Illinois, kjer je bil tudi trener košarke deklet. Mlajši ga kllčejo Padre.
Zlato mašo je imel avgusta 2023 v družbi več kot 100 ameriških Slovencev v Pensilvaniji.

## Delovanje v New Yorku
Krizolog je prevzel slovensko cerkev Sv. Cirila na Manhattnu v New Yorku, ko je prejšnji slovenski duhovnik pater Robert Mazovec v New Yorku leta 1992 umrl. Župnijo vodi še danes.
Ob prihodu je prevzel vodenje prenove cerkve. Prenova je imela za cilj oživitev cerkve in zagotovitev njenega trajnega obstoja v East Village za prihodnje generacije. Med prenovo so bile izvedene tudi namestitev nove strehe, posodobitev osvetlitve in celovita notranja prenova.
Krizologu gre precej zaslug, da so sredstva za ta ambiciozen projekt prenove prispevali slovenska skupnost tako v Ameriki kot tudi v tujini in da je velikodušno donacijo v višini 350.000 dolarjev prispevala Vlada Republike Slovenije v času premierja Janeza Drnovška.
Leta 1997 so pod njegovim vodstvom končali prenovo dotrajane cerkve v moderno, z umetninami ozaljšano poslopje. Postala je mnogo več kot verska ustanova, piše 24ur.com.
Predanost Martina Cimermana Krizologa ohranjanju kulturne in verske dediščine slovenske skupnosti v East Village je igrala ključno vlogo pri ohranjanju njihovega občutka za identiteto in zgodovino v soseski, je objavil New York Times.

## Frančiškansko ime Krizolog
Krstno ime je Martin, frančiškansko ime Krizolog po navadi, da si Frančiškan izbere novo ime. Ime Krizolog si je izbral v spomin na patra Krizologa Zajca, ki je bil župnik v Krištofovi cerkvi za Bežigradom, kamor je kot prvošolček hodil k verouku, ko pa se je leta 1957 oblast odločila, da cerkev poruši, kar je bilo za Krizologa Zajca stresno in je umrl star 51. let.
Red Frančiškanov si je izbral, ker ga je Frančišek Asiški navdušil, da je bil človek, ki je bil odprt do Boga, človeka in narave, rad je imel živali in ljudi. "Frančišek se ni postavil denimo kot Martin Luther, ki je začel vsem po vrsti pridigati, papežu, škofom, duhovnikom, ampak je začel spreminjati sebe. Nikomur ni nikoli ničesar očital, ampak je sam začel živeti drugače," je pojasnil za Dnevnik.

## Znan je po svoji odprtosti
Znan je kot človek "odprtega duha." Poudarja, da je cerkev dom za vse in znano je, da obiskovalci, poleg maše, proslavljanja praznikov in kulturnih ur, dobijo tudi odmerek iskrivosti in humorja.
"Toleranca do drugačnosti je tu zelo velika in tega bi se morali Slovenci hoditi sem učit. Gre za to, da vsakemu pustiš pravico, da je, kakršen pač je, ne da ga na vsak način posiljuješ s svojimi pravili in vrednotami," je povedal.
Leta 1997 je New York Times objavil, da je Pater Krizolog po New Yorku rolal in poslušal koncert Pavarottija v Central Parku this summer ležeč v travi in gledal zvezde.
Silvester Lango, ortoped, pripoveduje: "To je edini center v New Yorku, ki je še slovenski. Pred leti je bilo tu 27 slovenskih podjetij." Kot navdušen smučar in rekreativni košarkar je gostil ne le športnike, ampak tudi navijače. Ko barov v New Yorku leta 2017 ni zanimal evropski košarkarski finale, so si navijači grizli nohte v njegovi dnevni sobi.
Znan po skrbi za širšo slovensko skupnost v NYC, ki poudarja, da je vsak dobrodošel in pod njegovim vodenjem je slovenska cerkev postala edini prostor kjer se Slovenci v New Yorku zbirajo in družijo.
Za številne Slovence postal vez z domovino, priljubljen pa je tudi pri Slovencih v domovini in drugje po svetu, ki se radi oglasijo pri njem. Organiziral velike prireditve, župnijske sejme, na katere je prišlo več sto ljudi. Gostil je pevske zbore iz Slovenije, znane igralce, kot sta Boris Cavazza in Polona Vetrih ter koncert Vlada Kreslina.
Krizologa obiskujejo mnogi slovenski politiki, ko prihajajo v New York. Organizira tradicionalna martinovanja, ki privabijo več kot 100 ljudi iz Slovenije, Združenih držav in drugod.

## Delovanje ob osamosvojitvi
30. junija 1991, na četrti dan vojne za Slovenijo, je na trgu pred palačo Združenih narodov pomagal pripraviti demonstracije proti napadu Jugoslovanske ljudske armade in za priznanje neodvisnosti Slovenije. Sodeloval in organiziral je pošiljanje pisem ameriškim politikom in drugim vplivnežem, ki so jih ameriški Slovenci prosili, naj preprečijo prelivanje krvi v domovini.

## Državno odlikovanje
Pater Krizolog je iz rok Predsednika Boruta Pahorja v času zasedanja 77. Generalne skupščine ZN v New Yorku prejel državno odlikovanje za zasluge pri ohranjanju slovenstva in povezovanje Slovencev v ZDA.
"Promocijo Slovenije v New Yorku in ZDA si je postavil za eno od prednostnih nalog. Trudil se je, da bi postala župnija kraj srečevanja Slovenk in Slovencev, pa tudi drugih. Zato je pripravil ali spodbudil številne kulturne prireditve, koncerte in razstave, predavanja in podobno. Po njegovi zaslugi je to kraj odprtosti, strpnosti in povezovanja ne glede na versko pripadnost ali politično prepričanje.” je zapisano v utemeljitvi priznanja.

## Povezovanje Slovencev v New Yorku
Mnogi poudarjajo njegove zasluge za povezovanje Slovencev. “Zelo veliko je naredil za slovensko skupnost. Vedno je pripravljen pomagati in ima odprta vrata za pogovor ali pomoč. Veliko pomeni, da je obnovil cerkev. V bistvu je to edini prostor, kjer se lahko družimo. Včasih, ko je bila še poslovna skupnost in konzulat smo se dobivali še kje drugje, sedaj pa je dejansko ostala le še ta cerkev,” je povedala Mija Branc iz Pensilvanije, ki že od leta 1996 doma gosti tradicionalno tako imenovano piknik mašo v Saylorsburgu v Pensilvaniji. "On je res en tak magnet, da prihajajo tudi tisti, ki niso redni obiskovalci cerkve. Ima eno karizmo," je povedala Mija Branc.